# Hydromyza
Hydromyza is een geslacht van insecten uit de familie van de drekvliegen (Scathophagidae), die tot de orde tweevleugeligen (Diptera) behoort.

## Soorten
- H. confluens Loew, 1863
- H. livens (Fabricius, 1794)